# Caravana de la muerte (1783)
Caravana de la muerte es el nombre que recibe a la caminata forzosa en 1793 de familiares, hombre y mujeres, sentenciados al destierro por apoyar la Gran Rebelión de Túpac Amaru II y Micaela Bastidas contra el gobierno hispano en el Virreinato del Perú.

## Hechos
El suceso ocurrió dos años después de derrotadas las huestes sublevadas contra el poder español. Se iniciaron procesos judiciales, patrocinados por el visitador José Antonio de Areche, contra quienes apoyaron militar y logísticamente la insurrección, entre las que se encontraron mujeres indígenas, que eran familiares de los combatientes o que activamente participaron de los combates. La sentencia dictaminaba que las condenadas caminasen desde el Cuzco hasta el Callao, un recorrido de 1400 kilómetros. En el puerto del Callao embarcarían a su destino final, el Virreinato de Nueva España. El trayecto a pie, que debía ser realizado descalzas, se inició el 1 de octubre y les costó tres meses. Las 92 sentenciadas, de las cuales 17 eran menores de edad, pasaron por Huamanga y Lima. Algunas sufrieron de agotamiento, hambre, sed y enfermedades durante la caminata; otras murieron durante la travesía en mar. Tan solo 12 o 15 llegaron a México.
Los hechos fueron difundidos por la investigadora Sara Beatriz Guardia.

## Condenadas
Las adultas condenadas fueron:
falta mencionar a los hombres
| - Margarita Acevedo - Nicolaza Aguirre - Ventura Aguirre - Rosa Arce - Rosa Barrantes Túpac - Juana Bastidas Arce - Bernardina Bastidas - María Cahuana - Dionisia Cahuaytopia - Santusa Canqui - Micaela Castellanos - Antonia Castro - Paula Castro - Mónica Castro - Marcela Castro Puyucahua | - Santusa Castro Puyucahua - Antonia Caya - Agustina Cerna - Micaela Colque - Úrsula Colque - Rosa Condorcanqui - Margarita Condori - María Dominga Condori - Tomasa Condori - María Cruz Huamani - Margarita Cusi - María Cusi Huarcay - Ana María Díaz Castro - Patricia Díaz Castro - Patricia Díaz | - Antonia Escobedo - Bartola Escobedo - Isidora Escobedo - Ascencia Flores - María Fuentes - Ascencia Fuentes Castro - Francisca Fuentes Castro - Antonia Gallo - Isabel Gonzales - Catalina Guancachoque - Francisca Herrera - Micaela Incabueno - María Luque - María Llallia - Juliana Mallqui | - Gregoria Marqui - Mariana Mendigure - Juana Molina - Ventura Monjarras - Ventura Monsacia - Margarita Noguera - Paula Noguera - Rosa Noguera - Pascuala Olmos - Úrsula Pereda - Narcisa Puyucahua - María Ramos - Sabastiana Ramos - Rosa Roca - Antonia Tito Condori | - Feliciana Tito Condori - Manuela Tito Condori - Francisca Toledo - Melchora Toledo - Margarita Torres - Nicolaza Torres - Antonia Tupac Amaru - Manuela Tupac Amaru - Paula Tupac Amaru - Rosa Tupac Amaru - Tomasa Sisa - Andrea Uscamayta - Simona Venero - Rosa Vilca |

Por su parte, las menores fueron:
| - Pascuala Camaque - Rosa Camaque - Antonia Castro - Paula Castro | - Santusa Castro Cruz - Marcela Luque - Juliana Marqui - Felipa Mendigure | - Lorenza Mendigure - Francisca Paula Noguera - Margarita Noguera - Francisca Noguera | - Feliciana Tunta Nina - Teresa Túpac Amaru - Juana Sisa - Paula Utcuma | - Ignacia Valeriano |

## Homenajes
Existe una placa fechada en 2002 con el nombre de las 92 mujeres en honor a «las mártires de la Caravana de la Muerte», encargada por el Centro de Estudios Histórico Militares del Perú, en el Panteón de los Próceres en Lima.
El hecho fue mencionado en la serie histórica de TV Perú El último bastión.